# 佛手瓜
佛手瓜是一種葫蘆科刺果瓜属植物，又稱菜肴梨（英語：chayote, vegetable pear）、合手瓜、合掌瓜、佛手、隼人瓜、拳頭瓜、梨瓜等。原產於墨西哥、中美洲和西印度群島，1915年傳入中國，在江南一帶有種植，以雲南、浙江、福建、廣東最多。臺灣於1935年自日本引進種植。其藤尖称为龙须菜。
本种曾被归类于佛手瓜屬（Sechium），但现已知佛手瓜屬是刺果瓜属的异名。

## 外觀及營養價值
- 佛手瓜的內部
- 龍鬚菜（佛手瓜嫩莖）

佛手瓜清脆，含有丰富营养。其外觀為果梨形，绿色，长约7.5-10厘米，上有凹槽，种子仅一枚。果可煮食、烤食或生食。每千克鲜瓜中含蛋白质5克、脂肪1克、纤维素30克、碳水化合物77克，还含有维生素C220毫克，核黄素0.1毫克，含钙500毫克、磷320毫克、铁40毫克。
在台灣一般人食用的綠色龍鬚菜乃是此種植物新生的嫩莖。

## 氣候
佛手瓜喜温，能忍受较高温度，气温20度以上正常生长，结果要求稍低温度，地温低于5度根系枯死。
佛手瓜植株只會在適合的溫度下生出果實，在亞熱帶地區海拔高度需500公尺以上才能全年生佛手瓜。若處於攝氏0度或以下時便無法正常結果，且下霜或下雪時會導致藤凍傷。

## 外部連結
- 佛手瓜 Foshugua （页面存档备份，存于） 藥用植物圖像資料庫 (香港浸會大學中醫藥學院) （繁體中文）（英文）